# Toru Hasegawa
Toru Hasegawa (født 11. december 1988) er en japansk fodboldspiller, som spiller for den japanske fodboldklub Tokushima Vortis.